# Союз сил за демократію і розвиток
«Союз сил за демократію і розвиток» (англ. Union of Forces for Democracy and Development) — повстанське угрупування, створене в 2006 році для протистояння політиці президента Чаду Ідріса Дебі. Лідер — колишній міністр оборони Чаду і посол в Саудівській Аравії, генерал Махамат Нурі, який перейшов в опозицію до уряду.

## Діяльність
В ході другої громадянської війни контролював схід Чаду і включав в себе:
- Об'єднаний фронт за демократичні зміни
- Демократичну Революційну Раду
- Союз Сил для Прогресу і Демократії

У 2006 році угруповання зайняло стратегічно важливе місто Абеше в 700 км від Нджамени і розгорнули бойові дії в столичному напрямку. Махамат Нурі поклявся повалити Ідрісса Дебі, але штурм Нджамени не вдався. У жовтні 2007 року за посередництва Лівії уряд Чаду і чотири найбільші опозиційні угруповання — «Об'єднання сил за демократію і розвиток», «Фундаментальне об'єднання», «Об'єднаний фронт за демократичні зміни» і «Національна чадська згода» — уклали мирну угоду. На півдні країни повинні були розміститися міжнародні миротворці. Однак повстанці заявили, що їх обдурили, розірвали мирні угоди і розпочали наступ з Дарфура. Наступ було зупинено в 60 кілометрах від кордону, сотні бойовиків взяті в полон. У 2008 році бойовики знову зробили штурм Нджамени, в результаті якого був оточений президентський палац. Однак урядові війська дали бій і відтіснили бойовиків за межі столиці.